# Réserve naturelle nationale du Delta du Danube
La réserve naturelle nationale du Delta du Danube est une réserve de biosphère située dans le Delta du Danube orientale est la partie ukrainienne de la réserve de biosphère du delta du Danube transfrontalière. Elle a été reconnue par l'Unesco en 1998 dans le cadre du Programme sur l'homme et la biosphère. Elle s'étend sur 464 km2, créée en 1998 par le décret présidentiel no 861/98 a été élargie en 2004 par le décret no 117/2004, protégée sous le numéro Wdpa 160873 et par le registre national des monuments immeubles d'Ukraine.

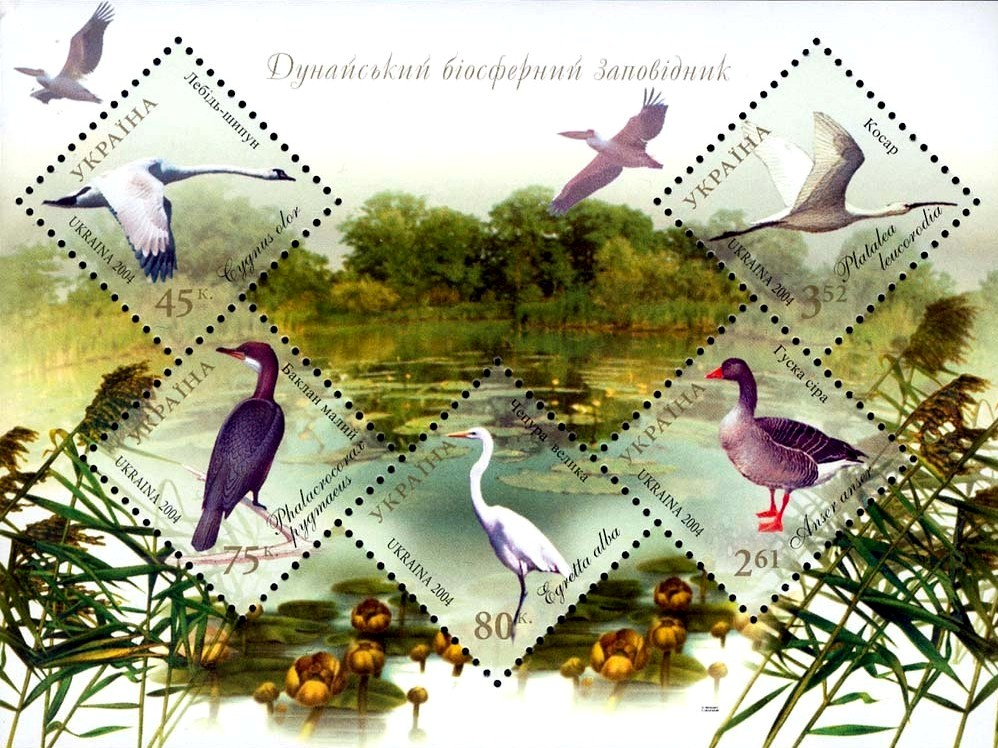
Célébrée par un timbre en 2004.
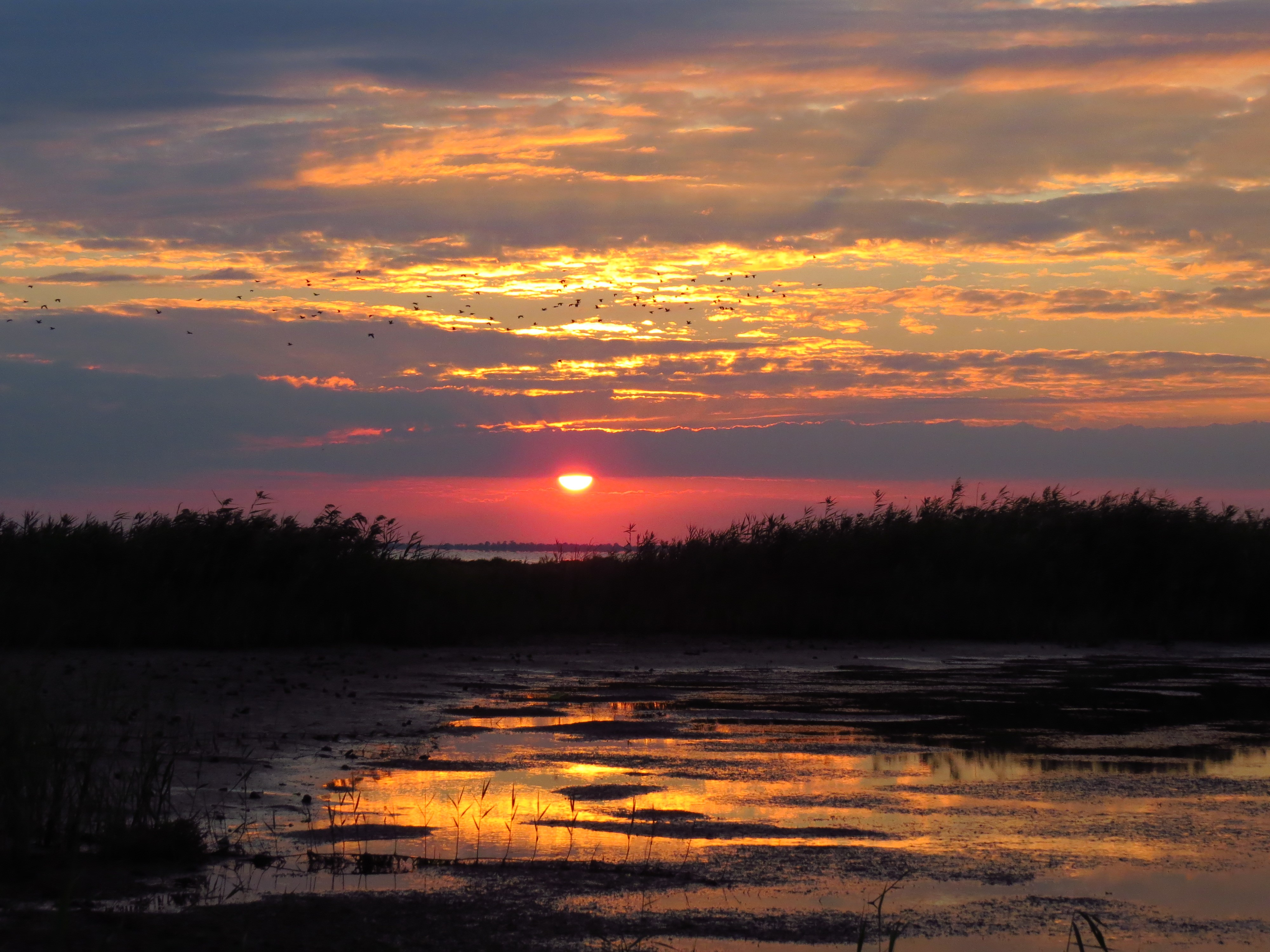
Pendant un coucher de soleil.
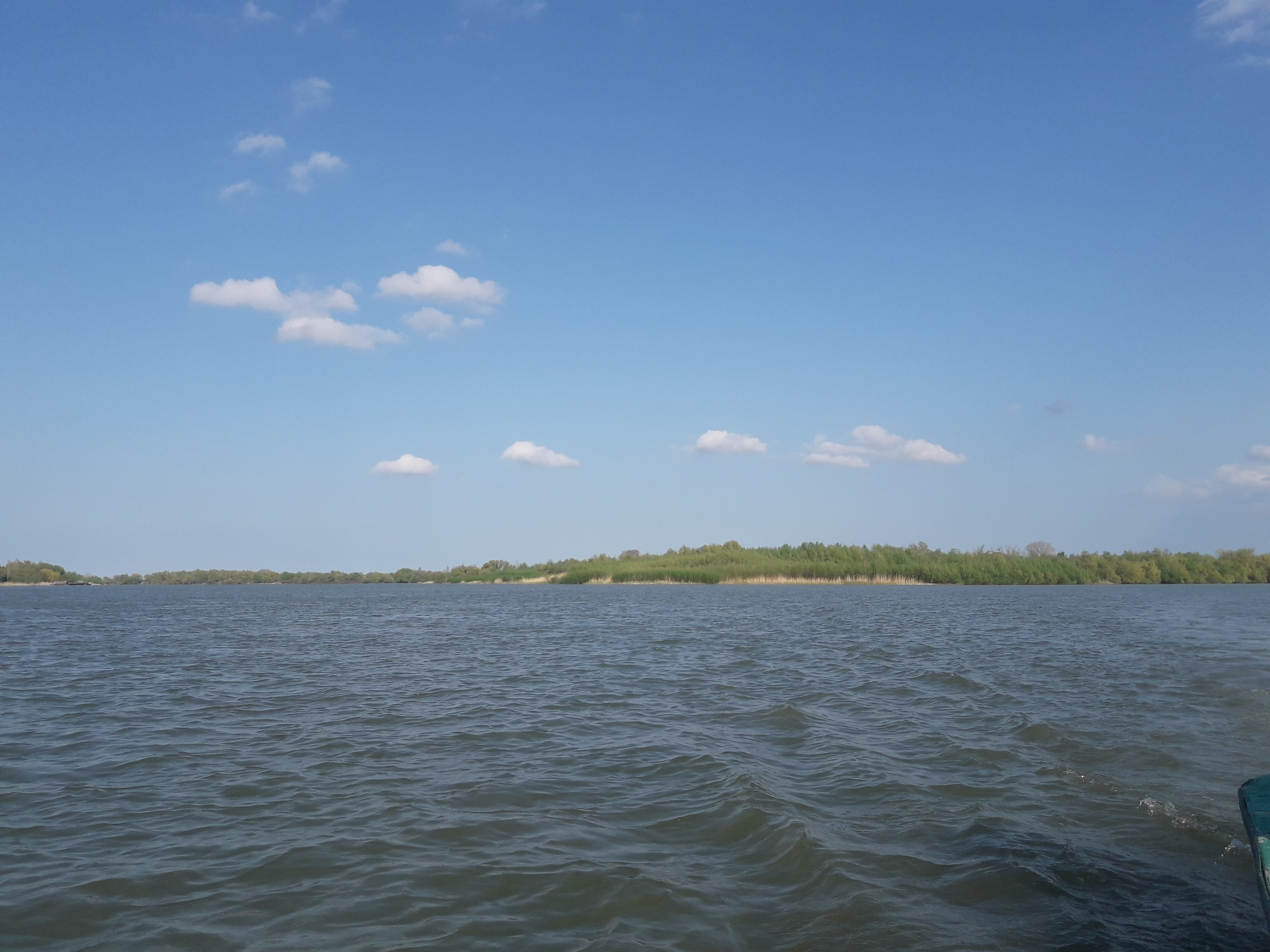
Lîle Akoudinov.
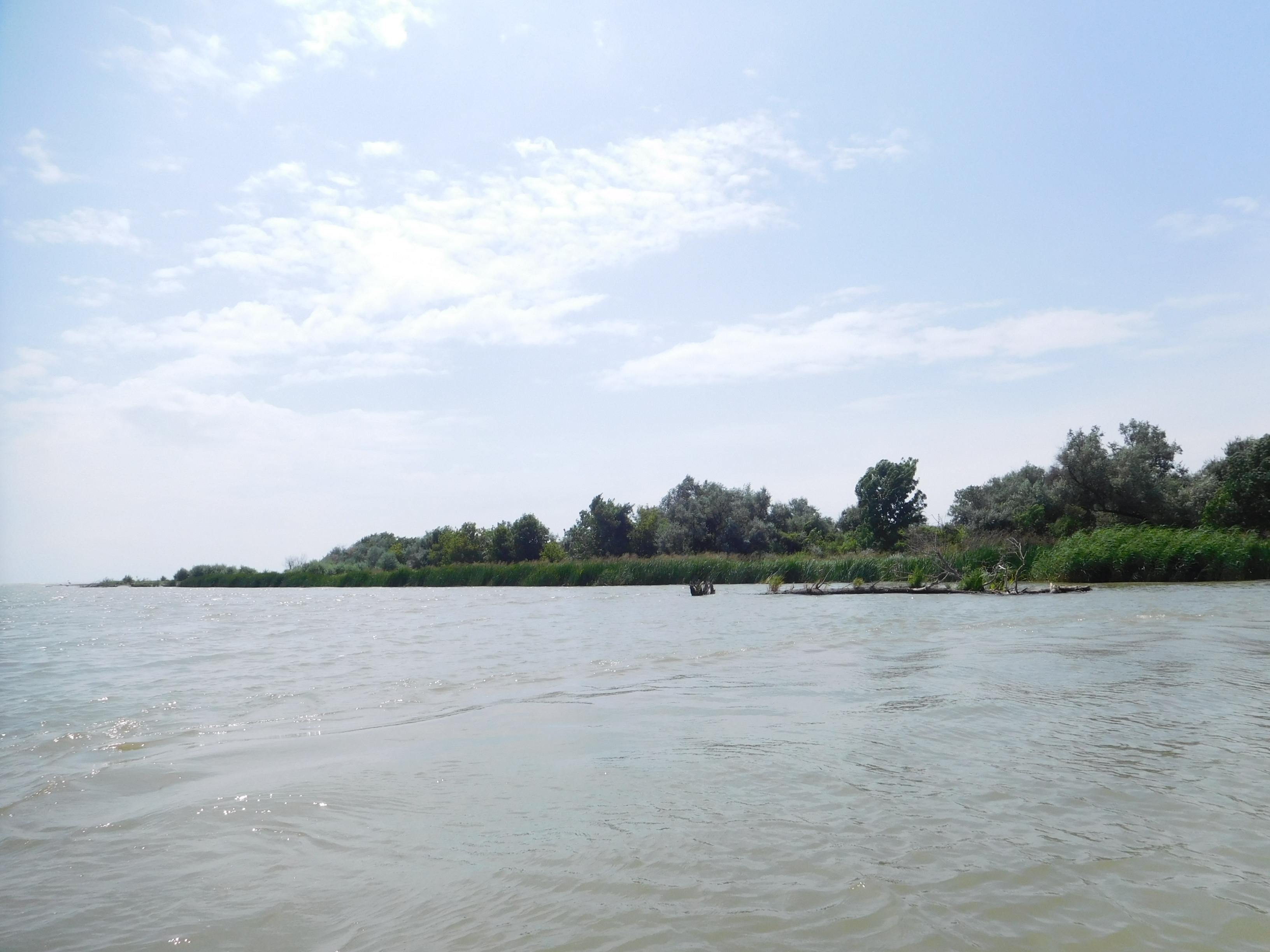
L'île Kabanou.
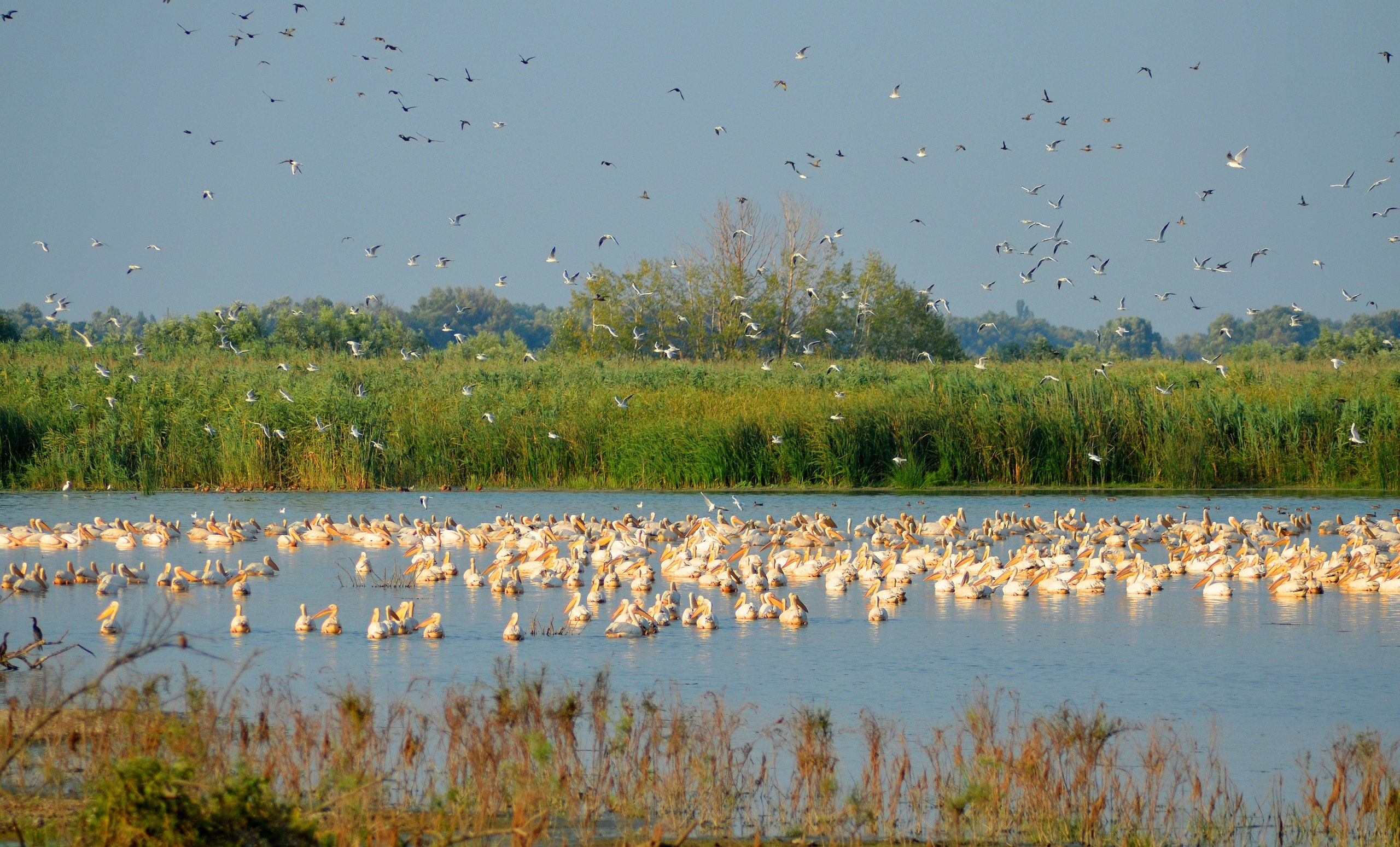
L'île Yermakov.